# 静岡県道334号・愛知県道401号太田中原線
静岡県道334号・愛知県道401号太田中原線（しずおかけんどう334ごう・あいちけんどう401ごう おおたなかはらせん）は、静岡県湖西市から愛知県豊橋市に至る一般県道である。

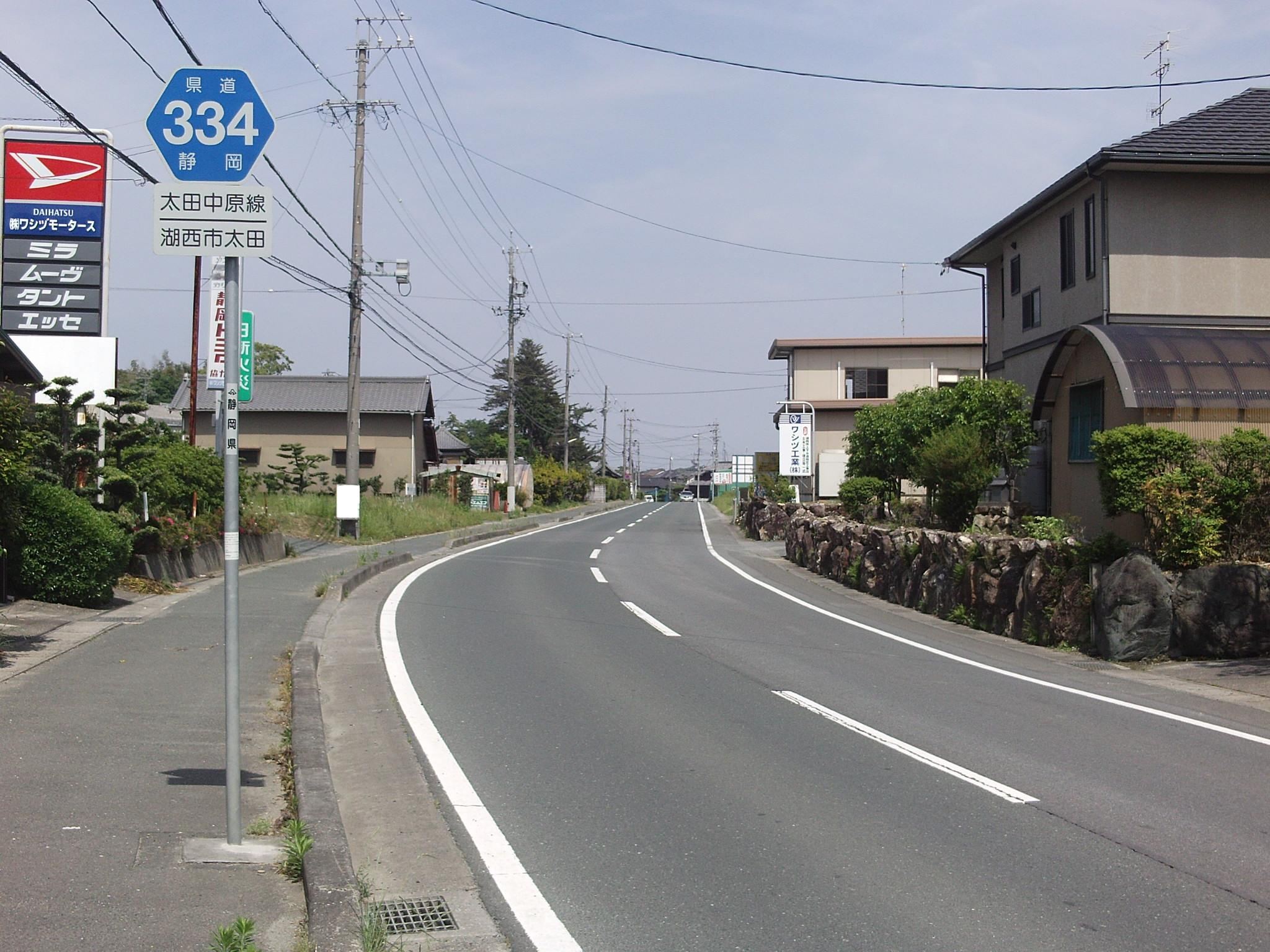
太田（起点地域）。

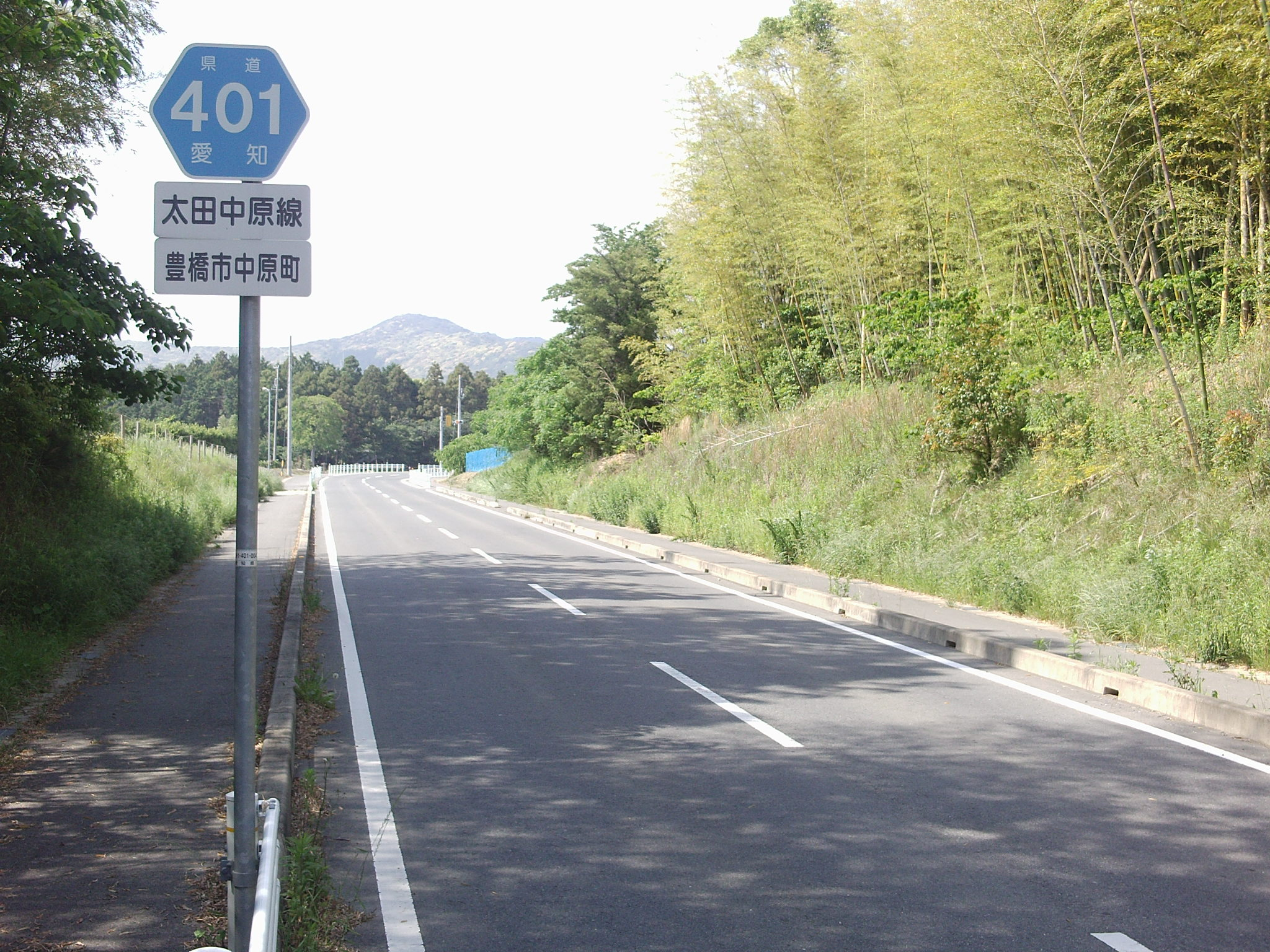
中原町（終点側）。愛知県区間は短い。

## 概要

### 路線データ
- 起点：静岡県湖西市太田
- 終点：愛知県豊橋市中原町
- 全長：4.5km（静岡県内3.7km、愛知県内0.8km）

## 沿革
- 1960年4月1日 認定

## 通過する自治体
- 静岡県
  - 湖西市
- 愛知県
  - 豊橋市

## 接続路線
- 国道301号・静岡県道333号入出太田線（太田交差点）
- 三ヶ日広域農道（湖西市太田地内）
- 愛知県道3号豊橋湖西線（立岩街道）（中原町東山交差点）

## 沿線周辺
- 天竜浜名湖鉄道 大森駅
- アスモ本社・本社工場
- 豊橋市立谷川小学校